# PFK CSZKA Szofija
A PFK CSZKA Szofija (Bolgárul: ПФК ЦСКА София) Bulgária legnagyobb és legsikeresebb labdarúgócsapata. 1948. május 5-én alapították. A klub 31 bajnoki címet, és 21 bolgár kupát nyert.

## Sikerei
- Bolgár labdarúgó-bajnokság („A” PFL)
  - Bajnok (31 alkalommal): 1948, 1951, 1952, 1954, 1955, 1956, 1957, 1958, 1959, 1960, 1961, 1962, 1966, 1969, 1971, 1972, 1973, 1975, 1976, 1980, 1981, 1982, 1983, 1987, 1989, 1990, 1992, 1997, 2003, 2005, 2008
  - Ezüstérmes (28 alkalommal): 1949, 1953, 1968, 1970, 1974, 1977, 1978, 1979, 1984, 1985, 1988, 1991, 1993, 1994, 2000, 2001, 2006, 2007, 2009, 2010, 2012, 2014, 2017, 2018, 2019, 2020, 2022, 2023

- - Bronzérmes (7 alkalommal): 1963, 1998, 2002, 2004, 2011, 2013, 2021

- Bolgár kupa (Kupa na Balgarija)
  - Győztes (13 alkalommal): 1981, 1983, 1985, 1987, 1988, 1989, 1993, 1997, 1999, 2006, 2011, 2016, 2021
  - Ezüstérmes (9 alkalommal): 1982, 1986, 1990, 1998, 2002, 2004, 2005, 2020, 2022

- A szovjet hadsereg kupája1
  - Győztes (13 alkalommal): 1951, 1954, 1955, 1961, 1965, 1969, 1972, 1973, 1974, 1985, 1986, 1989, 1990
  - Ezüstérmes (6 alkalommal): 1949, 1950, 1966, 1970, 1976, 1978

- Bolgár szuperkupa (Szuperkupa na Balgarija)

- - Győztes (4 alkalommal): 1989, 2006, 2008, 2011
  - Ezüstérmes (2 alkalommal): 2005, 2021

Kupagyőztesek Európa Kupája
- - Elődöntős (1 alkalommal): 1989

Bajnokcsapatok Európa Kupája
- - Elődöntős (2 alkalommal): 1967, 1982

## Stadion
A csapat stadionja a Balgarszka Armija Stadion (стадион „Българска армия“) 22 015 férőhelyes. 1967-ben fejezték be az építését.

## Jelenlegi keret
| #  |            | Poszt | Név                 |
| -- | ---------- | ----- | ------------------- |
| 2  | szerb      | V     | Nenad Nastić        |
| 3  | bolgár     | V     | Alekszandar Tuncsev |
| 5  | bolgár     | KP    | Todor Jancsev       |
| 6  | bolgár     | V     | Kiril Kotev         |
| 7  | bolgár     | KP    | Ivo Dimitrov        |
| 9  | Panama     | CS    | José Luis Garcés    |
| 11 | bolgár     | KP    | Emil Gargorov       |
| 12 | bolgár     | K     | Ivajlo Petrov       |
| 13 | Montenegró | V     | Nikola Vujadinović  |
| 15 | Macedónia  | V     | Robert Petrov       |
| 17 | portugál   | KP    | José Rui            |

| #  |         | Poszt | Név               |
| -- | ------- | ----- | ----------------- |
| 18 | román   | KP    | Florentin Petre   |
| 19 | bolgár  | CS    | Evgeni Jordanov   |
| 20 | bolgár  | KP    | Jordan Jurukov    |
| 21 | Nigéria | KP    | Shikoze Udoji     |
| 22 | bolgár  | K     | Ilko Pirgov       |
| 26 | bolgár  | KP    | Janko Szandanszki |
| 28 | brazil  | KP    | Marquinhos        |
| 30 | bolgár  | KP    | Jordan Todorov    |
| 84 | brazil  | V     | Filipe Machado    |
| 99 | brazil  | CS    | Nei               |
| 92 | algéria | K     | Raisz Mbohi       |

## Jelentős játékosok
| 1950-es évek - Ivan Kolev - Georgi Najdenov - Dimitar Milanov - Manol Manolov 1960-as évek - Nikola Canev - Petar Zsekov - Hriszto Marincsev - Sztefan Bozskov - Kiril Rakarov - Borisz Gaganelov - Dimitar Jakimov | 1970-es évek - Sztojan Jordanov - Aszparuh Nikodimov - Bozsil Kolev - Dimitar Marasliev - Georgi Denev - Dimitar Penev - Conjo Vaszilev 1980-as évek - Georgi Velinov - Georgi Szlavkov - Ilija Valov - Hriszto Sztoicskov - Emil Kosztadinov - Georgi Dimitrov - Luboszlav Penev - Radoszlav Zdravkov - Sztojcso Mladenov - Szpasz Dzevizov - Plamen Markov | 1990-es évek - Bernardo Redín - Ivajlo Andonov - Trifon Ivanov - Jordan Lecskov - Martin Petrov - Sztilijan Petrov - Milen Petkov 2000-es évek - Dimitar Berbatov - Hamilton Ricard - Benoit Cauet - Vladimir Mancsev - Radoslav Zabavník - Emil Gargorov - Tiago Silva - Hriszto Janev |

## Menedzserek
| - 1950–1964 Krum Milev - 1964–1965 Grigoriy Pinaychev - 1965–1969 Sztojan Ormandzsiev - 1969–1975 Manol Manolov - 1975–1977 Szergi Jocov - 1977–1979 Nikola Kovacsev - 1979–1982 Aszparuh Nikodimov - 1982–1983 Sztefan Bozskov, Borisz Sztankov - 1983–1984 Aposztol Csacsevszki, Manol Manolov - 1984–1985 Manol Manolov - 1985–1986 Szergi Jocov - 1986–1990 Dimitar Penev - 1990–1992 Aszparuh Nikodimov - 1992–1993 Cvetan Joncsev - 1993–1994 Gjoko Hadžievski | - 1994–1995 Bozsil Kolev, Szpasz Dzsevizov - 1995–1996 Plamen Markov, Georgi Vaszilev - 1996–1997 Georgi Vaszilev - 1997–1998 Georgi Vaszilev, Petar Zehtinszki - 1998–2000 Dimitar Penev - 20000 Szpasz Dzsevizov, Alekszandar Sztankov - 2000–2001 Enrico Catuzzi - 20010 Aszparuh Nikodimov - 2001–2002 Luigi Simoni - 2002–2004 Sztojcso Mladenov - 2004–2005 Ferario Szpaszov - 2005–2006 Miodrag Ješić - 2006–2007 Plamen Markov - 2007–2008 Sztojcso Mladenov - 2008-2009 Dimitar Penev, Luboszlav Penev |

## Elérhetőségek
Cím: Dragan Cankov Boulevard 3 Bulgarska Armia 1504 Szófia, Bulgária
Telefon: 02 963-34
Fax: 02 963-3902